# Charles-Bénigne Hervé
Charles-Bénigne Hervé (né vers 1650 à Paris et mort à Paris le 27 juin 1722) est un ecclésiastique français, évêque désigné de Grasse en 1683-1684 puis évêque de Gap de 1684 à 1705.

## Biographie
Charles-Bénigne Hervé obtient en commende le prieuré de Guéret en 1652. Il est désigné comme évêque de Grasse en 1683 puis comme évêque de Gap en 1684 ; il ne reçoit pas de bulles de confirmation du fait des différends entre le pape Innocent XI et le roi Louis XIV. On ignore s'il administre le diocèse comme vicaire capitulaire ou comme vicaire général de son prédécesseur dans le diocèse de Gap Victor-Augustin de Méliand. Il est finalement consacré le 7 décembre 1692 dans l'église Notre-Dame-de-l'Assomption de Paris. Accusé de mener une vie « peu édifiante » il doit se démettre en 1705. Il devient en 1707, Dom d'Aubrac et meurt à Paris le 27 juin 1722.